# Szokotrai sármány
A szokotrai sármány (Emberiza socotrana) a madarak (Aves) osztályának a verébalakúak (Passeriformes) rendjéhez, ezen belül a sármányfélék (Emberizidae) családjához tartozó faj.
A magyar név forrással nincs megerősítve, lehet, hogy az angol név tükörfordítása (Socotra Bunting).

## Előfordulása
A szokotrai sármány kizárólag a Jemenhez tartozó Szokotra szigeten fordul elő.
Természetes élőhelye a nagy tengerszint feletti magasságban található trópusi, szubtrópusi cserjések.
Az élőhelyeinek elvesztése miatt fenyegetett faj.